# George Reisner

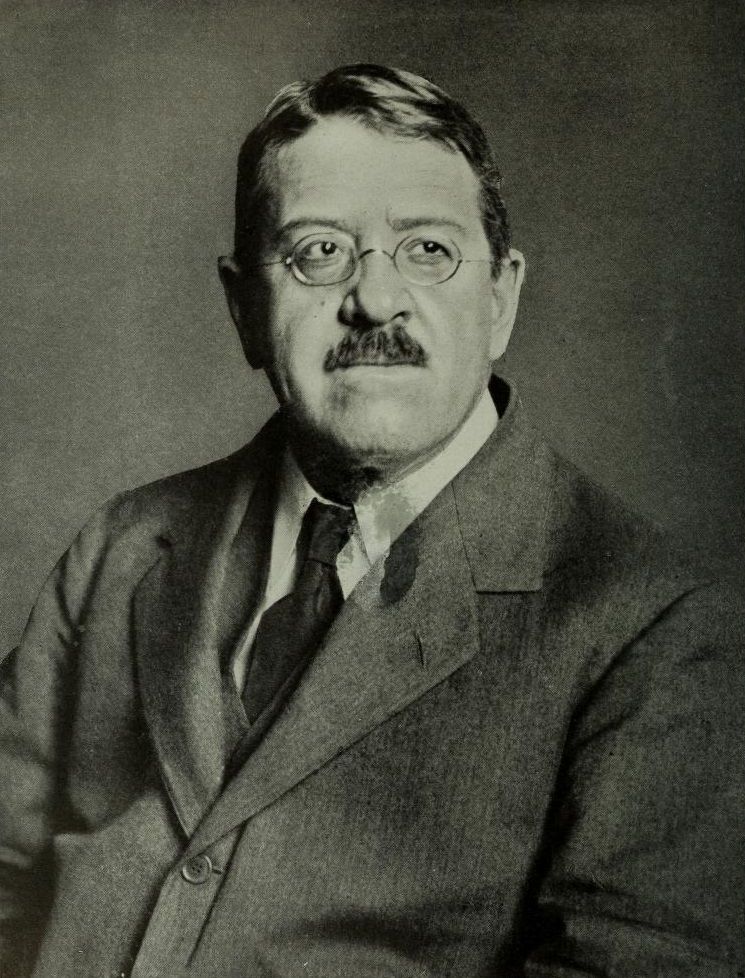
Reisner in 1922

George Andrew Reisner (Indianapolis, 5 november 1867 - Gizeh, 6 juni 1942) was een Amerikaans archeoloog en egyptoloog.

## Biografie
Reisner werd geboren in Indianapolis in de staat Indiana en overleed in Gizeh, Egypte. Na zijn studie in Djebel Barkal (De heilige berg) in Nubië, ontdekte hij dat de Nubische koningen niet werden begraven in de piramiden, maar buiten de piramiden. Hij vond ook een schedel van een vrouwelijke Nubische (hij dacht dat dit een koning was), nu in de collectie van het Peabody-museum voor archeologie en etnologie in Harvard. Reisner geloofde dat Kerma van origine een basis was van een Egyptische gouverneur, en dat deze Egyptische heersers geleidelijk aan onafhankelijke heersers werden van Kerma. Hij maakte een lijst van Egyptische onderkoningen van Koesj. Hij vond de tombe van koningin Hetepheres, de moeder van koning Choefoe (Cheops). Tijdens zijn studie in Gizeh verkende hij de mastaba's. 

### Tijdlijn
- 1897–1899: Classificeerde de Egyptische collectie in het Egyptisch Museum in Cairo
- 1899-1905: Expeditie van de Universiteit van Californië om de necropolis van Qift te verkennen
- 1905: Schreef een vertaling van een medische papyrus.
- 1905-1914: Assistent-professor voor egyptologie verbonden aan de Harvard universiteit.
- 1907-1909: leidde een archeologische onderzoek in Nubië voor de Egyptische overheid
- 1910-1942: Curator van de Egyptische collectie aan de Boston Museum of Fine Arts
- 1914-1942: Professor in egyptologie op de Harvard Universiteit
- 1916–1923: Verkende de piramiden van Meroe, groef een tempel uit te Napata
- 1931: Schreef zijn werk "Mycerinus"
- 1942: Publiceerde zijn laatste werk, A History of the Giza Necropolis

## Werken
- Amulets. Cairo: Impr. de l'Institut français d'archéologie orientale. 1907. http://www.archive.org/details/amulets35reis. (reprint ISBN 978-1-57898-718-4)
- Early dynastic cemeteries of Naga-ed-Dêr. Leipzig: J. C. Hinrichs. 1908. http://www.archive.org/details/earlydynasticcem01hearuoft.
- The Egyptian conception of immortality. Cambridge: The Riverside Press (Houghton Mifflin). 1912. http://www.archive.org/details/egyptianconcepti00reisrich.
- Excavations at Kerma. Cambridge: Peabody Museum of Harvard University. 1923. (reprint ISBN 0-527-01028-6)
- Harvard excavations at Samaria, 1908-1910. Cambridge: Harvard University Press. 1924. (with Clarence Stanley Fisher and David Gordon Lyon)
- Mycerinus, the temples of the third pyramid at Giza. Cambridge: Harvard University Press. 1931.
- The development of the Egyptian tomb down to the accession of Cheops. Cambridge: Harvard University Press. 1936.
- A history of the Giza Necropolis. Cambridge: Harvard University Press. 1942.
- Canopics. Cairo: Impr. de l'Institut français d'archéologie orientale. 1967. (completed by Mohammad Hassan Abd-ul-Rahman)

- Bibliothèque nationale de France: cb12232775q (data)
- CiNii: DA0466009X
- Gemeinsame Normdatei: 11643015X
- International Standard Name Identifier: 0000 0000 8124 9342
- Library of Congress Control Number: n79029871
- Nationale Bibliotheek van Israël: 987007313092205171
- Nederlandse Thesaurus van Auteursnamen: 073361445
- RKD-Nederlands Instituut voor Kunstgeschiedenis: 409445
- LIBRIS: 324629
- SNAC: w6892r8v
- Système universitaire de documentation: 030961033
- Trove: 956169
- Virtual International Authority File: 46814080
- WorldCat: E39PBJvxqXRmJv8GcQX6RbvPwC